# Naval Air Station Alameda
Base aéronavale d'Alameda
La Naval Air Station Alameda ou NAS ALameda ( IATA : NGZ , ICAO : KNGZ , FAA LID : ...) était une base aéronavale de l'US Navy située à Alameda, dans le comté d'Alameda, en Californie (Baie de San Francisco). Deux héliports et une tour de contrôle faisaient également partie des installations.

## Historique

### Création
En 1927, les zones humides à l'extrémité ouest de l'île d'Alameda sur la rive est de la baie de San Francisco ont été comblées pour former un aéroport (l'aéroport d'Alameda).
En 1930, les opérations de l'United States Army Air Corps appelaient le site Benton Field. Pan American World Airways a utilisé le port de plaisance comme terminal californien pour les vols transpacifiques China Clipper à partir de 1935. Le terminal China Clipper est désigné monument historique de la Californie.

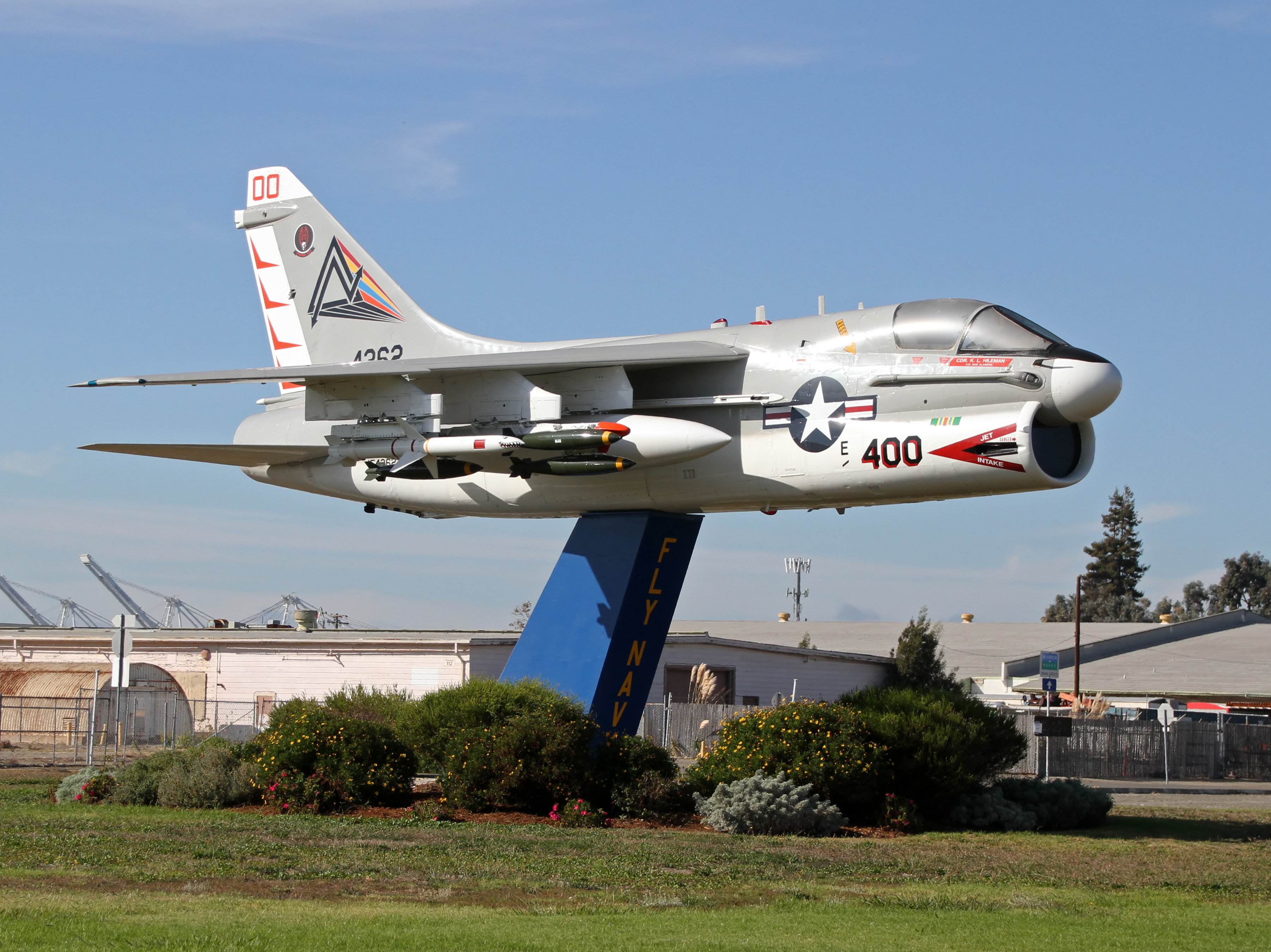
A-7 Corsair à l'entrée de la base

Le 1er juin 1936, la ville d'Alameda cède l'aéroport au gouvernement des États-Unis. Des crédits du Congrès ont été adoptés en 1938 pour la construction d'installations de stations aéronavales pour deux escadres aériennes de porte-avions, cinq escadrons d'hydravions et deux escadrons utilitaires. Les crédits ont été augmentés en 1940 pour la construction de deux hangars d'hydravions et d'un quai d'accostage pour porte-avions. Les opérations navales ont duré de novembre 1940 jusqu'à 1997.

### Seconde guerre mondiale

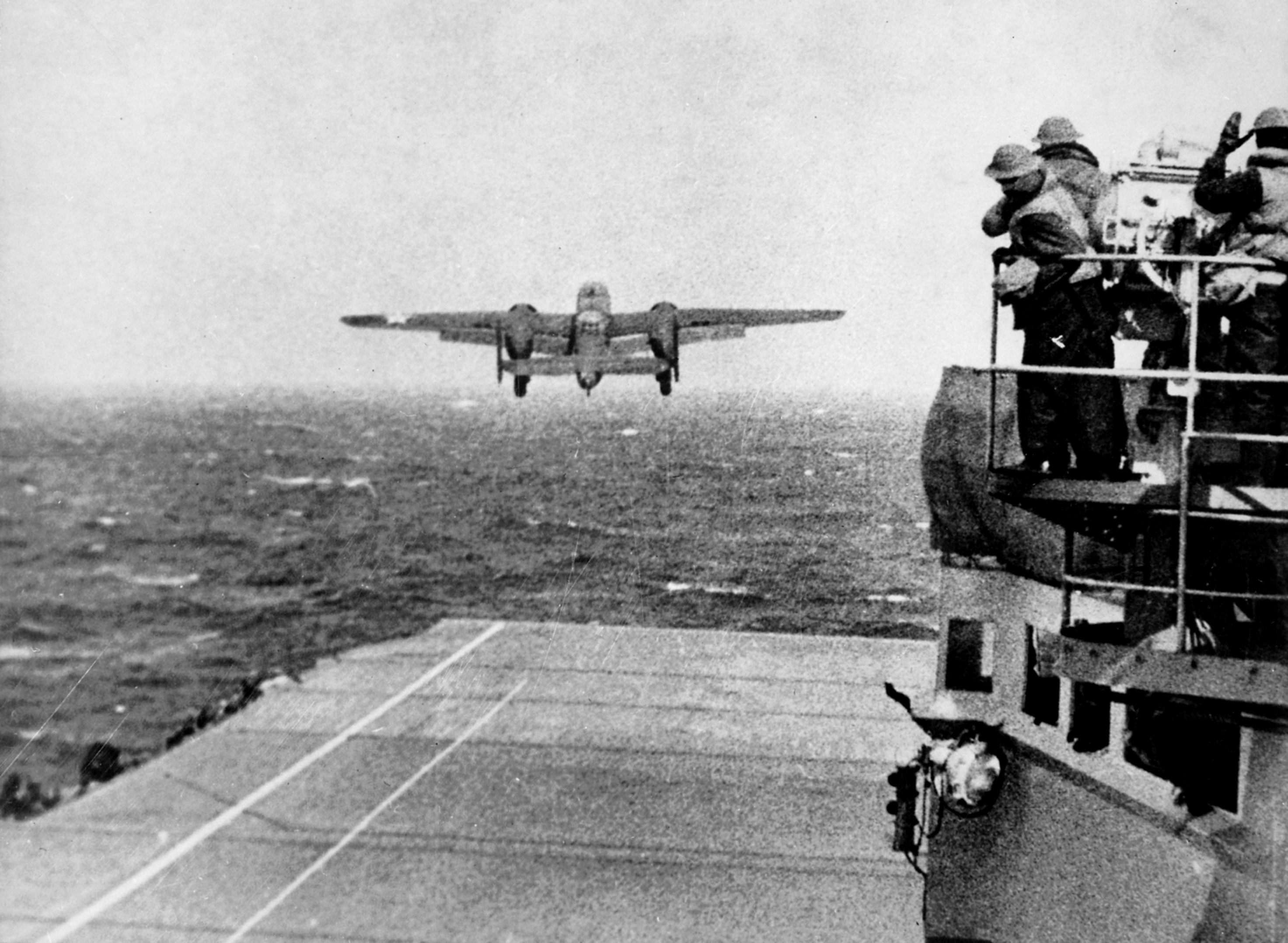
Décollage d(un B-25 de l'USS Hornet

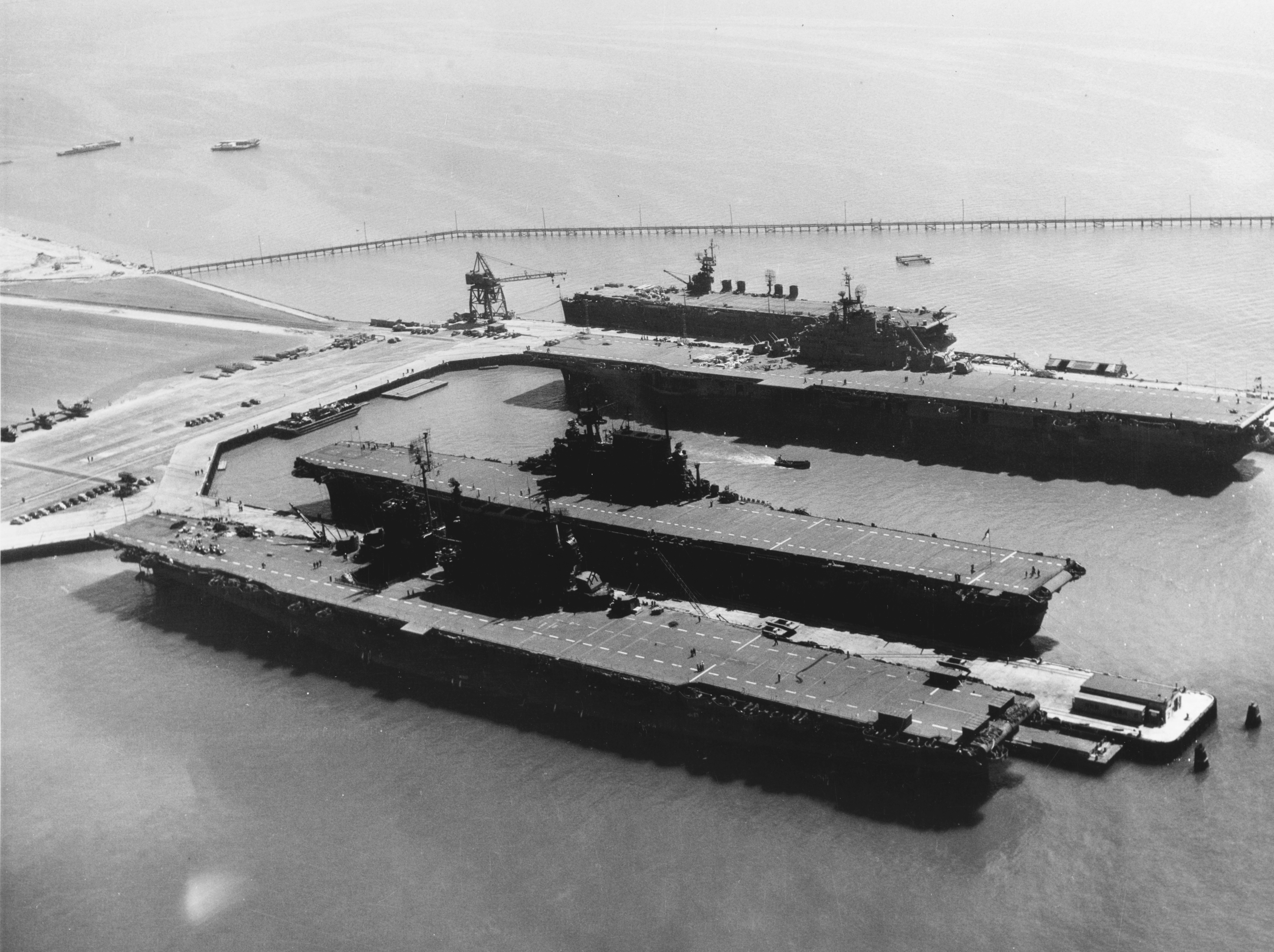
Les porte-avions USS Saratoga (CV-3), USS Enterprise (CV-6), USS Hornet (CV-12) et USS San Jacinto (CVL-30) dans la base aéronavale d'Alameda mi-septembre 1945)

La Fleet Air Wing 8 a commencé des missions de patrouille et de reconnaissance après l'attaque de Pearl Harbor. En avril 1942, l'USS Hornet (CV-8) charge à Alameda les 16 bombardiers B-25 qui participeront au Raid de Doolittle sur le Japon. D'août à décembre 1944, le président américain Richard Nixon a été affecté à la Fleet Air Wing 8 à la base aéronavale d'Alameda.
Pendant la Seconde Guerre mondiale, Alameda devint le siège d'un système d'aérodromes auxiliaires comme : Aéroport d'Arcata-Eureka, Naval Air Station Fallon, Aéroport international d'Oakland, ...

### Après guerre
Alameda est restée une importante base navale pendant la guerre froide. De 1949 à 1953, l'US Navy a mis en service le Lockheed R6V Constitution, le plus gros avion jamais inscrit à l'inventaire de la Marine, au NAS Alameda. Les deux prototypes ont régulièrement volé entre Moffett Federal Airfield et Pearl Harbor, à Hawaï.
Les porte-avions USS Coral Sea (CV-43), USS Hancock (CV-19), USS Oriskany (CV-34), USS Ranger (CV-61), USS Carl Vinson (CVN-70) et USS Enterprise (CVN-65) ont eu Alameda comme port d'attache
pendant la guerre du Vietnam et la guerre froide. NAS Alameda abritait également une importante installation de révision d'avions employant des milliers d'employés civils, connue sous le nom de Naval Air Rework Facility (NARF) Alameda et rebaptisée plus tard Naval Aviation Depot (NADEP) Alameda.

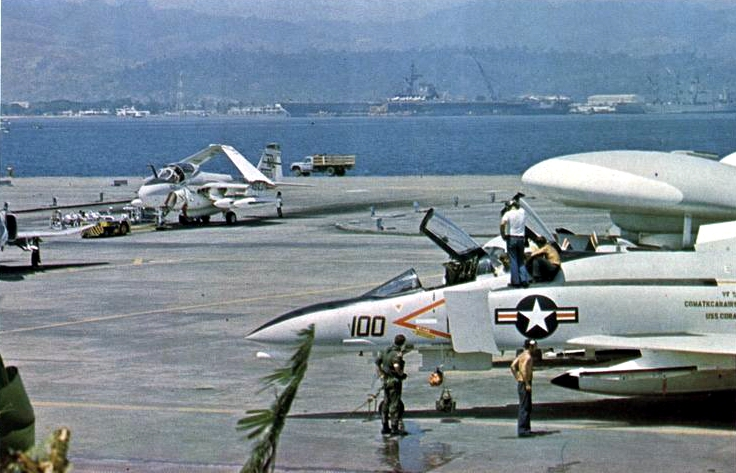
Avions du CVW-15 au NAS Alameda en 1974

La base a également été au centre des opérations de l'United States Navy Reserve de la Californie après 1961, accueillant divers escadrons de la Force de réserve attachés à la Carrier Air Wing Reserve Thirty (CVWR-30), équipée d'avions tels que le Douglas A-3 Skywarrior plus tard remplacé par l'A-6 Intruder, et l'A-4 Skyhawk, puis par l'A-7 Corsair II.  Elle a aussi été la base du Carrier Air Wing Fifteen (CVW-15). Les pistes ont été allongées pour les avions à réaction, et l'aérodrome a été rebaptisé Nimitz Field en 1967 après la mort de l'amiral de la flotte Chester Nimitz.

### Fermeture
La base a été fermée en 1997 conformément à l'action de réalignement et de fermeture de la base. Ses pistes ont également été fermées et l'aérodrome n'a pas été réutilisé comme aéroport civil.